# اصلان‌بیگلو (کلیبر)
اصلان‌بیگلو (به ترکی آذربایجانی: اصلان بیلی) یکی از روستاهای استان آذربایجان شرقی است که در دهستان مولان بخش مرکزی شهرستان کلیبر واقع شده‌است.